# چیلی (آیداهو)
چیلی (به انگلیسی: Chilly) یک منطقهٔ مسکونی در ایالات متحده آمریکا است که در شهرستان کاستر، آیداهو واقع شده‌است.

## تاریخ
یک اداره پست به نام چیلی در سال ۱۹۰۲ تأسیس شد و تا سال ۱۹۵۸ فعال بود. این مکان به دلیل هوای اغلب سرد در مکان‌های مرتفع شهر به این نام خوانده شد.
جمعیت چیلی ۱۰۷ در سال ۱۹۰۹ بود.